# Ружица Петровић
Ружица Петровић, удата Црепић, била је телеграфисткиња, службеница Београдске дирекције пошта, морзиста, жена чиновник која је 28. јула 1914. дешифровала телеграм министра спољних послова Аустроугарске грофа Леополда Бертолда о објави рата Србији. Рођена је 1893. године у Крагујевцу где је завршила два разреда Учитељске школе. Пријавила се за Поштанско-телеграфску школу 1912. године коју је успешно завршила и исте године се пријављује за привременог поштара при поштанско-телеграфској станици у Крагујевцу, одређена за рад само на армисјким линијама. Касније је премештена у Београдску дирекцију пошта и телеграфа. Када је Наша пошта, децембра 1931. године, објавила да ће значајна новчана награда од 150 динара отићи у руке оном телеграфисти који докаже да је 28. јула 1914. дешифровао телеграм о објави рата Србији, тек тада се сазнало да се иза иза овог чина налази Ружица. Касније ће признати да њен мотив није било материјално признање, нити слава. Желела је само да стручност и храброст свих њених колега, који су у тим ратним данима свакодневно примали важне записе.

## Телеграм
Чувени документ којим је Србији објављен рат био је у форми обичног, а не дипломатског и путовао је од Беча преко Пеште. Најпре је стигао на адресу Главне поште у Београду, али ју је телеграфиста послао у Крагујевац, где је управник био Влада Димитријевић, а шеф телеграфа Врховне команде Марко Протић. На питање ко од крагујевачких телеграфиста најбоље на слух прима телеграме писане латиницом, једино је Ружица могла да да потврдан одговор.
Ружица га је исправно дешифровала и проследила у Ниш, право председнику српске Владе Николи Пашићу. Телеграм објаве крвавог сукоба, чији се оригинал чува у Архиву Србије је гласио: „Краљевском министру иностраних дела у Нишу Краљевска Влада Србије није на задовољавајући начин одговорила на ноту датирану 23. јулом 1914. године, коју јој је предао аустроугарски посланик у Београду, због чега Царска и Краљевска Влада налази да је принуђена да се ослони на силу оружја ради очувања својих права и интереса. Од овог тренутка Аустроугарска се сматра у рату са Србијом. Министар иностраних дела Аустроугарске, гроф Бертолд”.
У 2014, години обележавања века од почетка Великог рата, припремљена је и изложба „Јединице везе српске војске у Првом светском рату”, чији је аутор била кустос ПТТ музеја Љиљана Ђорђевић. Управо је она истакла да је Ружица Петровић-Црепић била изврсни морзиста и особа која је једина на слух могла да прими телеграме писане латиницом. Она је, потврдила је, примила ратни документ и на њему се налази параф који то доказује.